# Iván Derguiliov

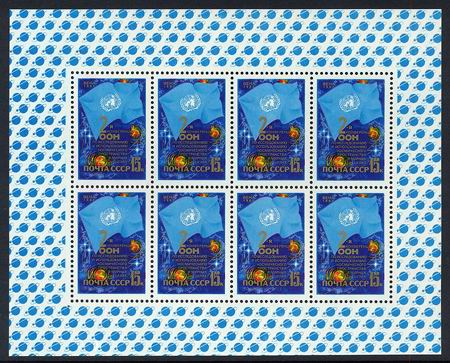
Minipliego de la URSS, 1982

Iván Yákovlevich Derguiliov (20 de agosto de 1926, Moscú - 8 de abril de 1997) fue un artista, diseñador gráfico y autor de numerosas tarjetas postales ruso, un reconocido diseñador clásico de tarjetas postales soviéticas, fundador de las fotopostales soviéticas de “representación”. De igual  modo diseñador de estampillas.

## Historia
Diseñador de objetos postales soviético.

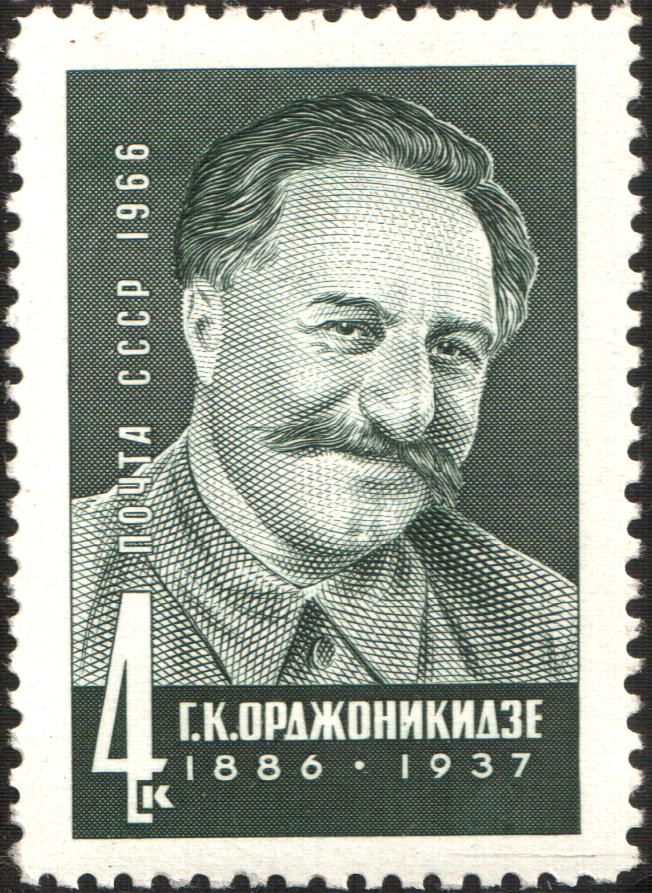
Sergó Ordzhonikidze, 1966
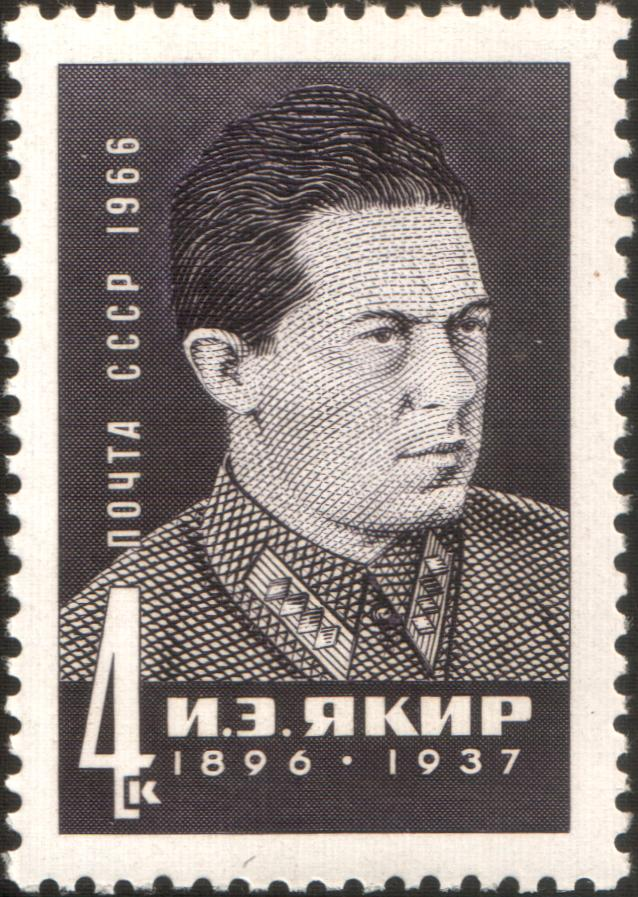
Iona Yakir, 1966
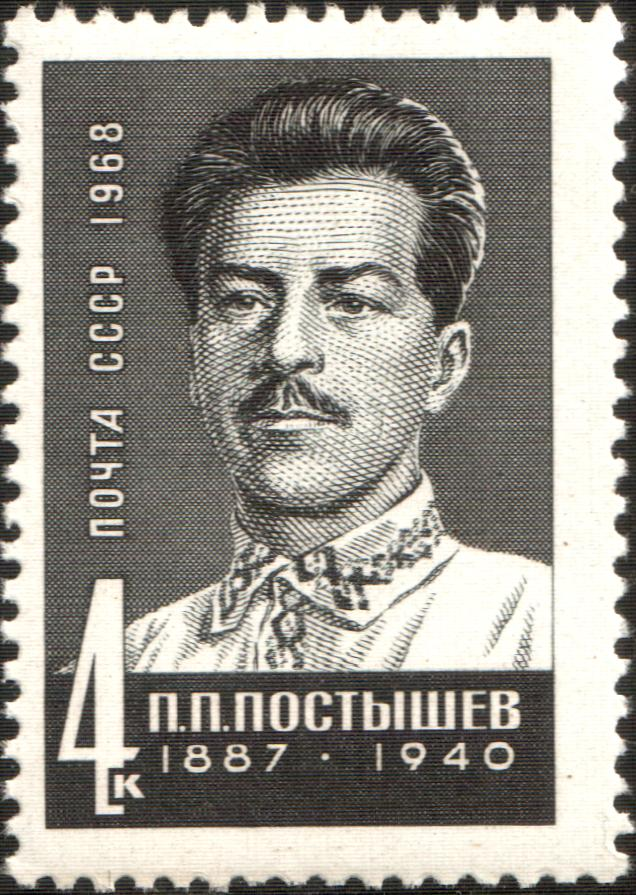
Pavel Postishev, 1968